# جميلة الثمر الوافرة
جميلة الثمر الوافرة (الاسم العلمي:Callicarpa ampla) هي نوع من النباتات يتبع جنس جميلة الثمر من الفصيلة الشفوية.